# 艾嘉會
艾嘉会，清朝军事将领。陕西省米脂县人。
道光六年（1826年）丙戌科中式三甲第十名武进士，以营守备用。历任广东潮州营守备，累官三江口副将，授武德骑尉。